# 贵阳西站
贵阳西站是位于贵州省贵阳市花溪区的一个铁路车站，邮政编码550025。车站建于1959年，有沪昆铁路经过该站，现办理货运业务。车站距离贵阳站10公里，隶属成都铁路局贵阳车务段，是三等站。

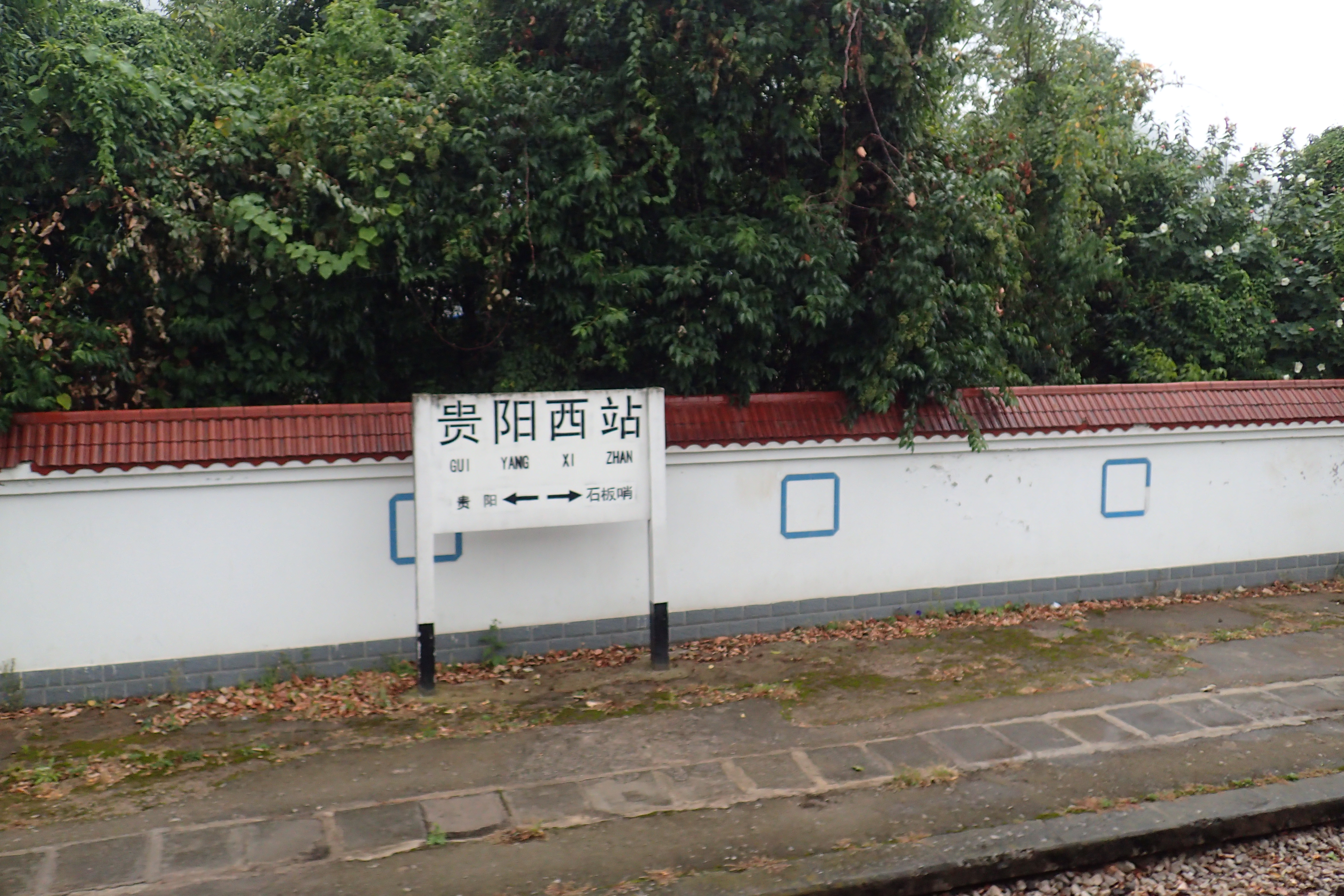
2017年，列车上拍摄的贵阳西站站牌

## 营运状况
贵阳西站办理除怕湿货物以外的整车货物发到业务，具备危险货物办理资质，主要吸引贵阳市及周边地区货主。车站货场面积约6.06万平方米，其中仓库面积3323平方米，雨棚面积3574平方米，露天货区面积10296平方米；货场有门吊2台，最大起重能力32吨；叉车4台，最大起重能力3吨；主要办理发到货物品类为钢铁、化工、煤、矿建类务。
车站设有通往中铁五局集团物资实业有限责任公司贵州分公司、詹阳动力重工、贵州盐业集团、林东矿业蔡冲煤矿和甘荫塘粮食仓库的专用线。